# Piłonos zwyczajny
Piłonos zwyczajny (Pristiophorus cirratus) – gatunek średniego rekina z rodziny piłonosowatych (Pristiophoridae), zamieszkującego wschodni Ocean Indyjski. Po raz pierwszy ten gatunek opisał angielski przyrodnik John Latham. Jest to gatunek niegroźny dla człowieka, jeden z pięciu należących do tej rodziny. Często mylony z rybami piłami, które jednak są zaliczane do wydłużonych płaszczek.

## Występowanie
Piłonos zwyczajny występuje we wschodniej części Oceanu Indyjskiego: w wodach u wybrzeży południowej Australii, oraz Tasmanii, w obszarach szelfu kontynentalnego i stoków do około 300 m głębokości.

## Charakterystyka

### Wygląd
Piłonos zwyczajny osiąga maksymalną długość 1,4 m. Ma smukłe, wydłużone ciało z dużymi płetwami piersiowymi, dwiema płetwami grzbietowymi i nie ma płetwy odbytowej. Jego głowa jest spłaszczona, a długi (stanowiący do 30 procent długości ciała), spłaszczony grzbietobrzusznie i opatrzony zębami dziób przypomina piłę. W połowie dzioba wyrastają mu dwa wydatne wąsy. Ubarwienie piaskowe do szarawobrązowego, z nieregularnymi brązowymi plamami. Spodnia strona brzucha jasna, dziób różowawy. Skóra pokryta maleńkimi łuskami plakoidalnymi, nadającymi ciału gładkość.

### Odżywianie
Rekin żywi się głównie małymi rybami kostnymi i skorupiakami. Polują również na bezkręgowce. Polują uderzając bokiem swojego pysku, na którym są ostre zęby.

### Rozmnażanie
Gatunek jest jajożyworodny. Kopuluje w zimie i wydaje na świat w jednym miocie od 3 do 22 młodych. Noworodki opuszczają ciało matki z zębami piły zagiętymi do środka, co zabezpiecza samicę przed pokaleczeniem podczas porodu.

### Styl życia
Rekiny te formują stada i polują masowo. Migrują jedynie w celach rozrodczych, a ich terytorium ma obszar zwykle około 100 km².